# 霍华鸭 (电影)
《天將神兵》（英語：Howard the Duck），是威拉德海克指导和莉亚·汤普森，蒂姆·罗宾斯和杰弗里·琼斯主演的美国科幻喜剧电影。Gloria Katz 和 George Lucas为制片人，Huyck和Katz为编剧，该电影原本想制成动画电影，但由于合同缘故而改为真人。这是1944年美国队长电影后第一部由漫威漫画改编的电影。
卢卡斯提出了适应超现实漫画应该适应美国涂鸦，之后辞去卢卡斯影业的总裁职务，并专心电影制作，然而几部电影制作困难而且试映后反响不一。1986年8月1日，该电影在影院上映，后该片获得大量的负面评价并且该片的票房失利，在以后的几年被公认为有史以来最糟糕的电影之一。当时的批评家认为该电影没有获得成功是因为该电影拍成真人电影而不是动画电影，而近年来的负面评价是源于电影的剧情。尽管获得负评该电影还是得到原著书迷的追捧。

## 中文片名混淆
本片當初由台灣片商引進時，中文名為《天將神兵》，但由於流行謬誤，今網路上多以《天降神兵》稱呼之。